# Кордаитовые
Кордаи́товые (лат. Cordaitales) — порядок древних вымерших хвойных растений. Появились в середине девонского периода палеозойской эры, примерно 390—380 млн лет назад, были широко распространены в каменноугольном и пермском периодах. Но уже в самом начале мезозойской эры, в начале триасового периода, их количество резко сократилось, последние представители семейства вымерли в начале мелового периода мезозойской эры, около 130—120 млн лет назад. Известны в основном по ископаемым остаткам листьев. Относятся к так называемым руководящим ископаемым.

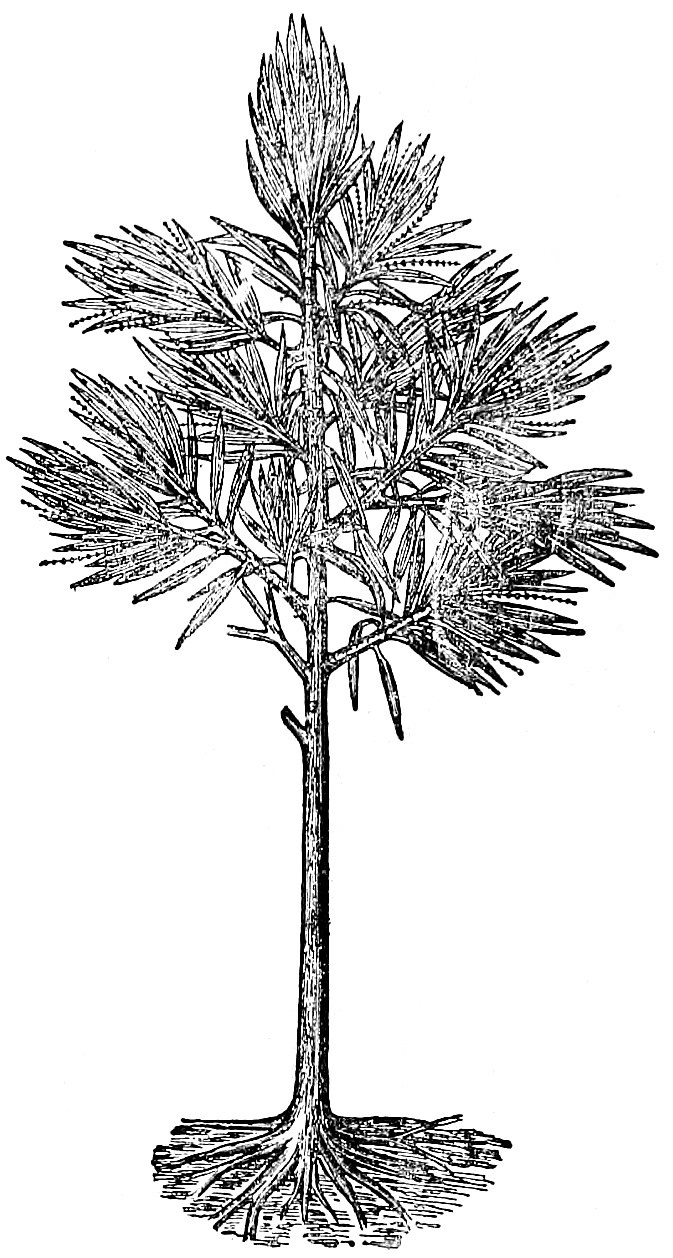
Реконструкция растения рода Dorycordaites из позднего карбона — ранней перми

Название дано в честь чешского ботаника А. Корды, исследовавшего древние голосеменные растения.
Кордаитовые были высокими деревьями, выраставшими до 30 м, а возможно и более, в высоту. Они были одними из самых высоких деревьев в каменноугольном и пермском периодах, уступав лишь древовидным плаунам лепидодендронам, достигавшим высоты более 40 и даже 50 м (наибольшая известная высота лепидодендрона — 54 м). Однако, по-видимому, среди кордаитовых были не только древесные, но и кустарниковые формы. Ствол кордаитовых был высокий, гладкий, стройный, только в верхней части слабо (моноподиально) разветвлявшийся, образовывая крону с листьями. Листья были разнообразными по величине и форме, от мелких до очень крупных (от нескольких сантиметров до 1 м в длину и от 1 до 15 см в ширину), линейные, ланцетные, эллиптические, обратнояйцевидные и другие, с веерным или почти параллельным, слегка вильчатым, жилкованием. Сердцевина ствола была хорошо развитая, широкая, уже в молодом возрасте она поперечно разрывалась на отдельные плоские, линзовидные налегающие друг на друга участки с трещинами между ними. В связи с этой особенностью строения сердцевины существует предположение, что по крайней мере некоторые кордаитовые были деревьями не только высокими, но и быстрорастущими. Вторичная ксилема ствола была толстая, она, как и у современных деревьев, составляла основную его массу, кора была тонкая. Трахеиды были разные: кольчатые, сетчатые, спиральные, лестничные, с окаймленными порами. Окаймленные поры были близко расположены (араукароидного типа), многорядные, без торуса. У кордаитовых каменноугольного периода в древесине не было годичных колец, что свидетельствует об их произрастании в тропическом климате, без сезонных изменений. Однако у кордаитовых, произраставших в пермском периоде на территории Ангариды и Гондваны, уже были настоящие годичные кольца.
Кордаитовые были однодомными или двудомными растениями. На ветвях между листьями у них находились органы размножения — собранные в сложные, напоминающие серёжки, разнополые собрания длиной до 30 см мелкие однополые стробилы. Микростробилы состояли из короткой оси со спирально расположенными на ней спороносными (в верхней части стробила) и стерильными чешуями. Спороносные чешуи заканчивались 1—4 цилиндрическими микроспорангиями. Микроспоры были сильно кутинизированные, с одним, охватывавшим внутреннюю оболочку (интину), мешком. У мужского гаметофита количество клеток было больше, чем у других голосеменных растений. Мегаспорофилы были спирально расположены на мегастробилах между стерильными чешуями, имели от 1 до 4 семязачатков. Исходя из их строения, предполагают, что кордаитовые опылялись ветром. Семена были крылатые, без покоящегося зародыша.
Кордаитовые каменноугольного периода произрастали в заболоченных прибрежных лесах, составляя вместе с древовидными плаунами лепидодендронами и сигилляриями и семенными папоротниками их основную часть. Некоторые кордаитовые произрастали в прибрежных зарослях, напоминавших современные мангровые.
Предполагают, что кордаитовые произошли от прогимноспермов, возможно, от семенных папоротников. В свою очередь кордаитовые считаются одними из возможных предков современных хвойных растений, или по крайней мере имеют с ними общее происхождение.
Во внетропических областях Северного полушария, в Ангариде, кордаитовые образовывали обширные бореальные леса — кордаитовую тайгу.

## Классификация
В порядке кордаитовых разные палеоботаники выделяют различное количество семейств, от одного до трёх. Согласно палеонтологической базе данных Paleobiology Database, в настоящее время выделяют одно семейство — Cordaitaceae и несколько родов с неопределенной принадлежностью к семействам:
- Amyelon
- Apaloxylon (syn. Hapaloxylon)
- Aporoxylon
- Archaeopitys
- Botryoconus
- Caenoxylon
- Callixylon
- Caracuboxylon
- Cauloxylon
- Cladites
- Conchophyllum
- Cordaianthopsis
- Cordaianthus — Кордайантус[3]
- Cordaicladus
- Cordaifloyos
- Cordaiopsis
- Cordaiphloeum
- Cordaispermum
- Cordaistrobus
- Cormocordaites
- Dictyocordaites
- Dorycordaites
- Eristophyton
- Hypsilocarpus
- Lepidoxylon
- Medullopitys
- Mesoxyloides
- Mesoxylon
- Mesoxylopsis
- Metacordaites
- Ormoxylon
- Pelourdea
- Pericordaites
- Pinites
- Pinuxylon
- Pitus
- Pityeae
- Poacordaixylon
- Poroxylon
- Premnoxylon
- Pycnophyllites
- Pycnoxylon
- Radiculites
- Rhiptozamites
- Rhizocordaites
- Samarospadix
- Schutzia
- Scutocordaites
- Squamophyllum
- Taeniophyllum
- Titanophyllum
- Tithymalites
- Xylophyllum

Советский палеоботаник С. В. Мейен считал таксон Cordaitales синонимом Cordaitanthales, в связи с чем называл порядок Кордаитантовые, выделяя в нём 3 семейства: Cordaitanthaceae, Vojnovskyaceae и Rufloriaceae. Согласно Paleobiology Database, последние два семейства сейчас объединяют в одно — Vojnovskyaceae и относят к классу семенных растений Arberiopsida.
В семействе Cordaitaceae выделяют следующие рода:
- Acophyllum
- Artisia (syn. Sternbergia)
- Cordaicarpon
- Cordaites — Кордаит[3]
- Noeggerathiopsis

## Окаменелости кордаитовых

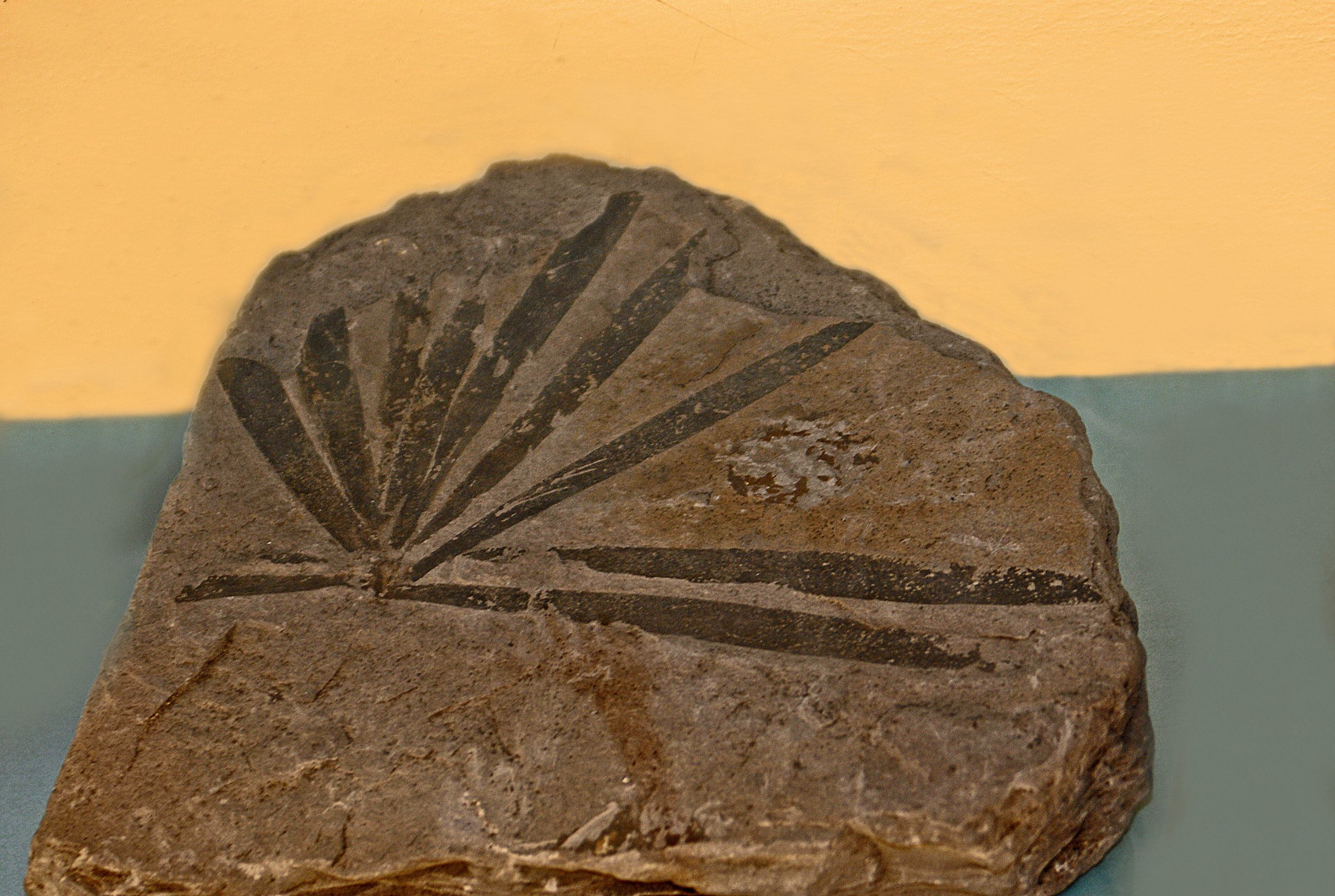
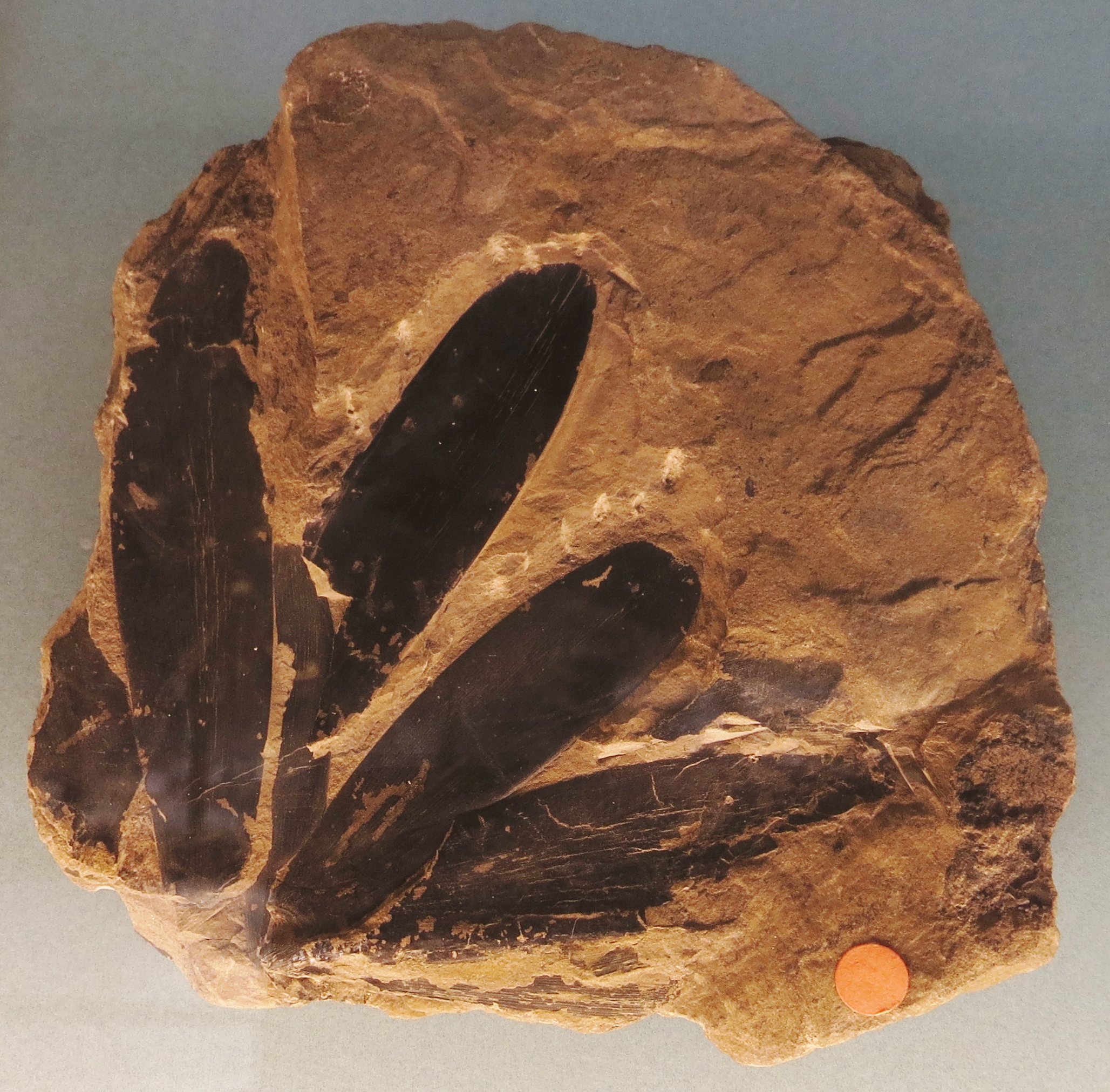
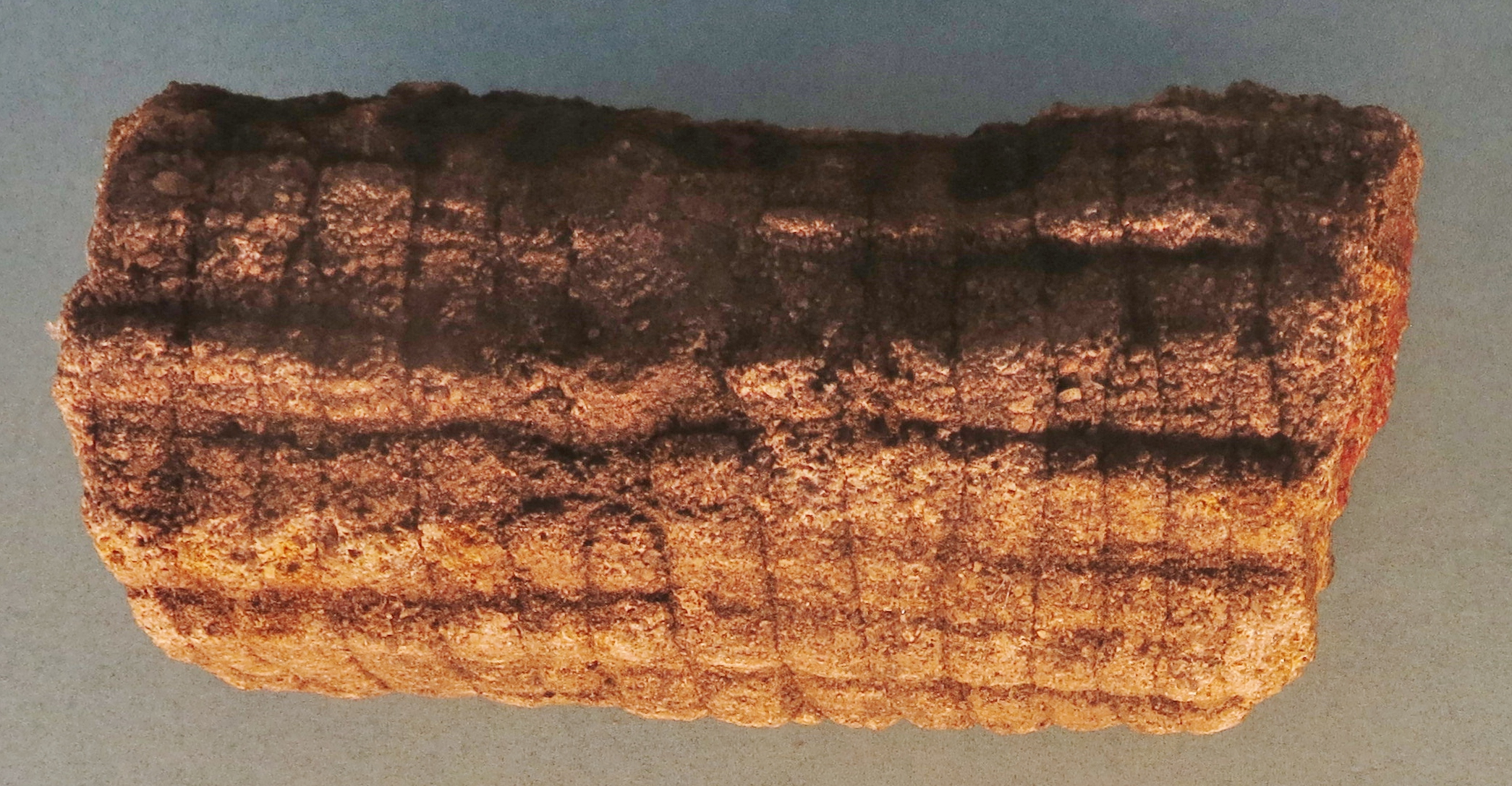
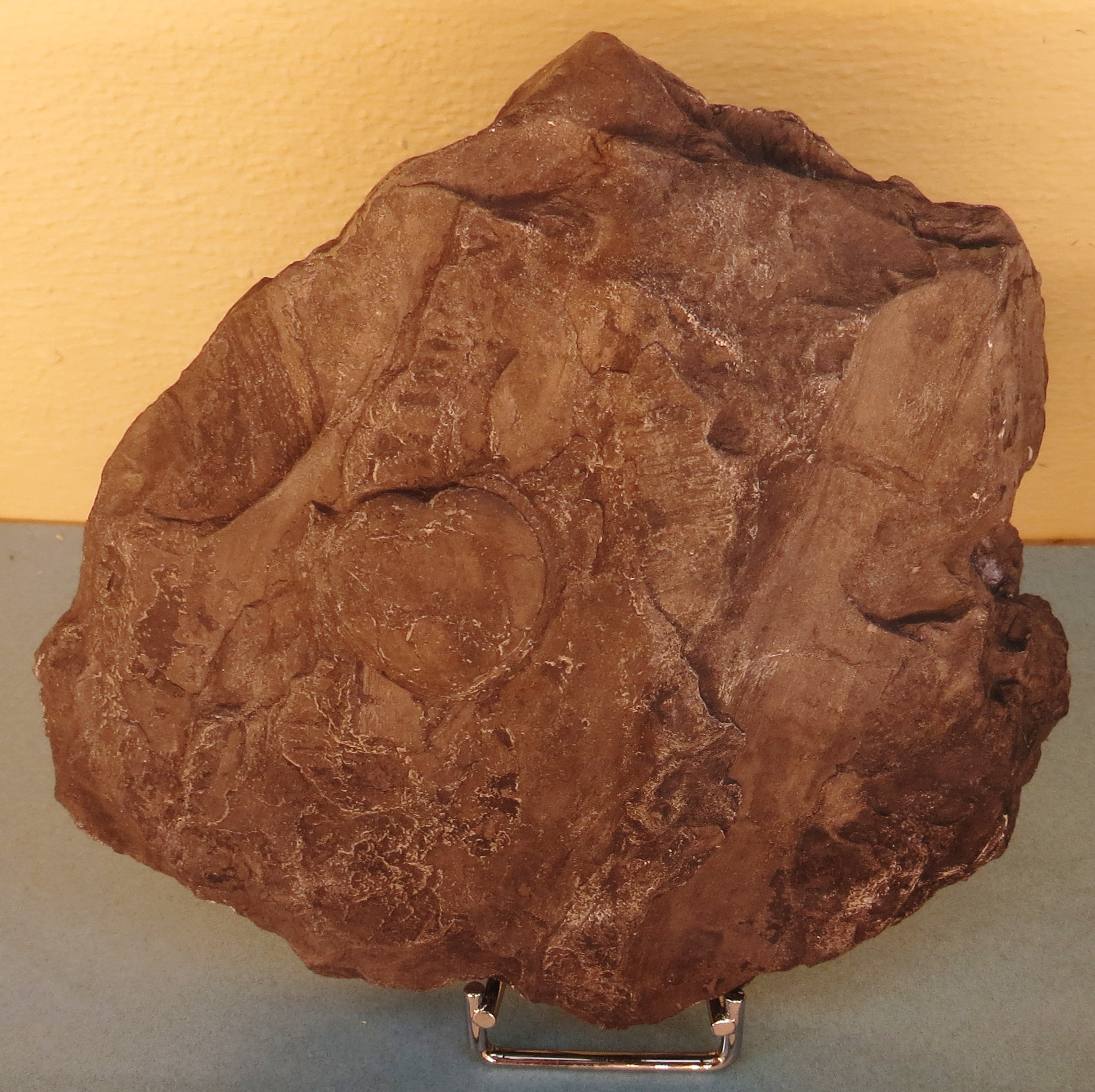
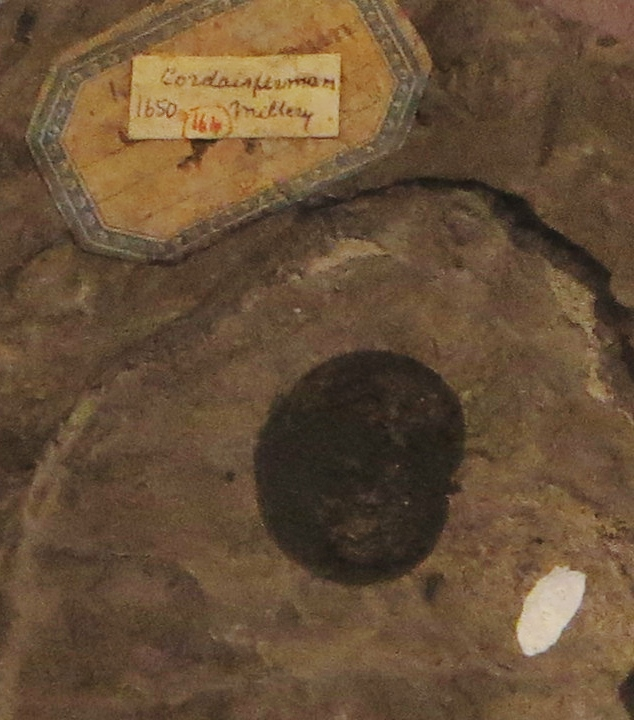
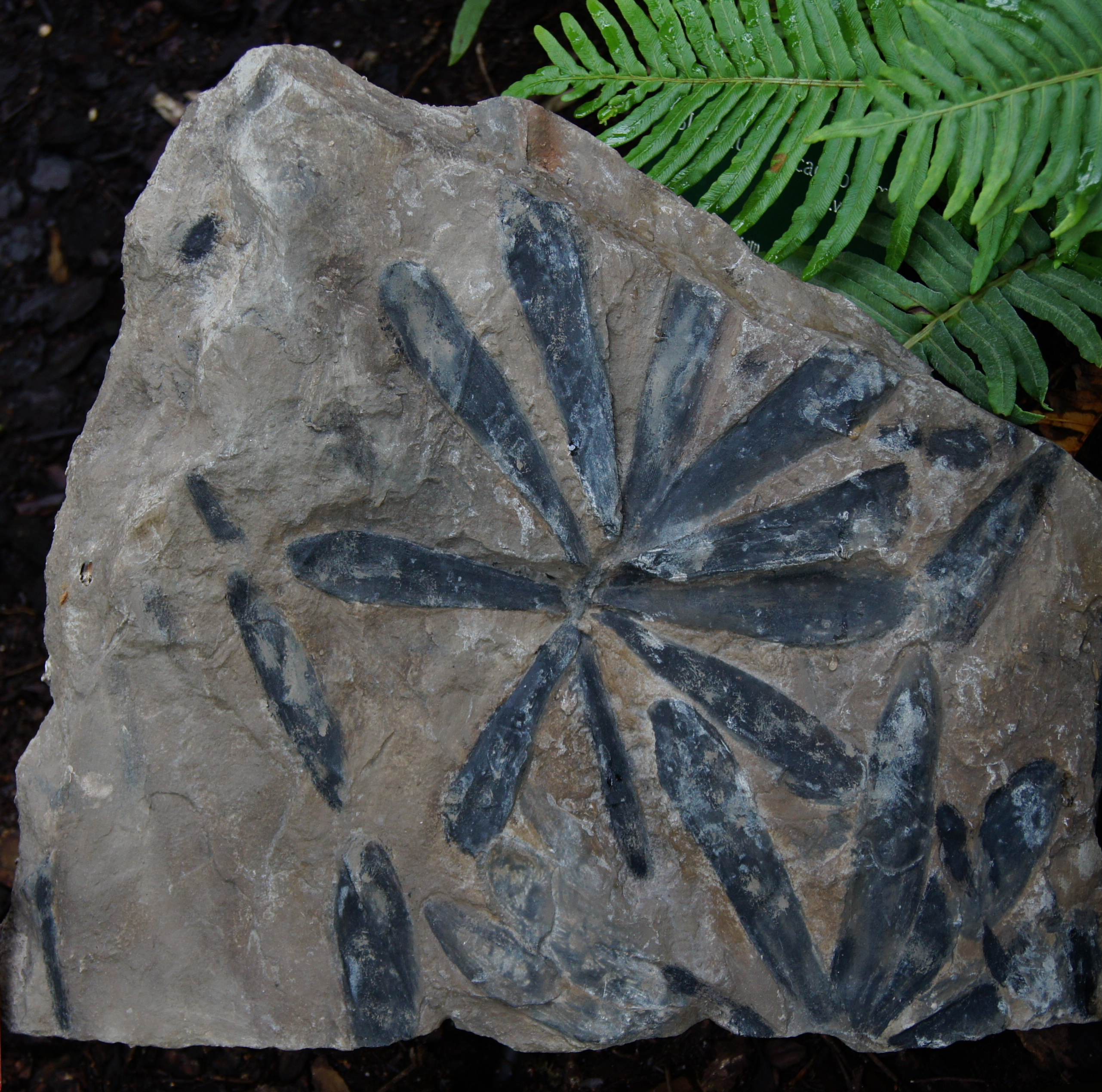
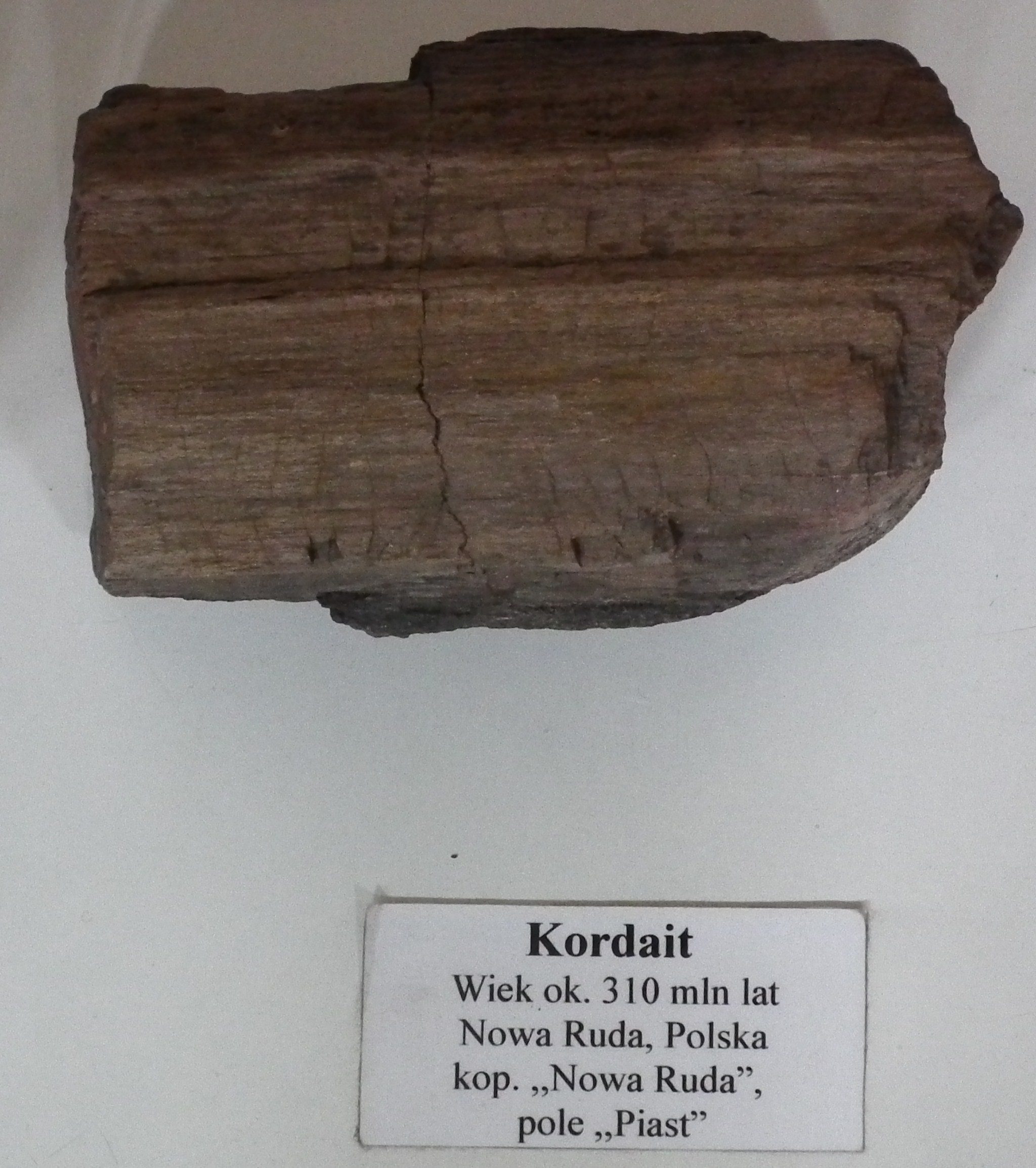